# Ubatubesia
Ubatubesia es un género de arácnido  del orden Opiliones de la familia Gonyleptidae.

## Especies
Las especies de este género son:
- Ubatubesia amplicoxae
- Ubatubesia oliverioi
- Ubatubesia rabelloi